# Szentiványi Lajos (politikus)
Szentiványi Lajos (Tomesd, Hunyad vármegye, 1883. február 25. – Budapest, 1956. augusztus 29.) magyar ügyvéd, politikus, főispán, országgyűlési képviselő.

## Élete
1883-ban született református vallású, középbirtokos családban. A kolozsvári jogakadémián tanult, ott tett államtudományi szakvizsgát, majd Budapesten szerzett jogi diplomát. Közigazgatási szolgálatát 1904-ben kezdte a Hunyad vármegyei marosillyei járásban, mint közigazgatási gyakornok, majd szolgabíró; utóbb a vármegye központjában, Déván aljegyzőként, később pedig négy és fél éven át főispáni titkárként dolgozott.
A hivatali ranglétra további fokait bejárva volt másodjegyző, főjegyző is, 1918-ban pedig, a Károlyi-kormány idején a vármegye utolsó magyar főispánjának választották meg. Nevezetes szereplése volt ebből az időszakból, amikor – a vármegye előterjesztésére, a belügyminiszter megbízásából – ő szállt ki tárgyalni a már régebb óta sztrájkba lépett, 17 ezer fős létszámot meghaladó Zsil-völgyi bányászközösséggel, és annak tagjai, számos korábbi, eredménytelen egyeztetést követően, ezúttal alig néhány óra tárgyalás után hajlandóak voltak újból munkába állni.
Erdély román megszállását követően megtagadta a románok előtti eskütételt, de 1921 májusáig még Déván maradt, csak Romániából való kiutasítását követően költözött Budapestre. Hivatali állást nem is vállalt, a Nemzeti Hitelintézetnél helyezkedett el vezető beosztásban, illetve már a következő évtől a Nagyatádi-féle kisgazdapártnak is tagja lett. Az 1930-as évek elején csatlakozott a Független Kisgazdapárthoz (FKgP), melynek előbb titkára, 1935-től igazgatója lett.
Ugyanabban az évben elindult az az évi általános választásokon is pártja országgyűlési képviselő-jelöltjeként a sárospataki választókerületben, de akkor még nem került be a képviselőházba. 1939-ban viszont a párt Abaúj-Torna vármegyei listáján országgyűlési képviselői mandátumot is szerzett. Képviselői tevékenységéből említést érdemel, hogy 1941. február 4-én – harmadmagával – ellene szavazott a fasiszta államokat tömörítő, úgynevezett háromhatalmi egyezményhez való csatlakozásnak.
Magyarország német megszállását követően, 1944. március 26-án a Gestapo letartóztatta és Mauthausenbe hurcolták, ahonnan csak 1945. augusztusában tért haza. Távollétében, 1945. június 24-én beválasztották az Ideiglenes Nemzetgyűlésbe; 1945. augusztus 20-ától az FKgP alelnöke, 1946. szeptember 7-től a Politikai Bizottság tagja, 1948. április 12-től pedig pártjának társelnöke lett. Ugyancsak az 1945-ös év őszén, november 4-ével nemzetgyűlési képviselői mandátumot szerzett.
Egyéb megbízatásai közül kiemelést érdemel, hogy 1945. szeptemberétől 1948. február 1-jéig a Magyar Nemzeti Bank alelnöke, 1946. januárjától a Magyar Szőlősgazdák és Hegyközségek Országos Egyesületének tagja, 1945–1947 között az Országos Földhitelintézet, majd jogutódja, az Országos Szövetkezeti Hitelintézet igazgatósági tagja volt. 1948. október 2-tól haláláig az Országos Vízgazdálkodási Hivatal elnöki tisztségét is betöltötte.